# Josef Scherrer
Josef Scherrer (* 31. Dezember 1908 in Neumarkt an der Ybbs; † 26. August 1989 in Herzogenburg) war ein österreichischer Politiker (ÖVP) und Kaufmann. 
Scherrer war von 1954 bis 1964 Abgeordneter zum Landtag von Niederösterreich und von 1964 bis 1975 Abgeordneter zum Nationalrat. 1960 bis 1969 war er Vizepräsident der ÖMV.
Von 1968 bis 1986 war er Präsident des Verbandsausschusses des Österreichischen Genossenschaftsverbandes und ab 1973 Aufsichtsratspräsident der Zentralkasse der Volksbanken Österreichs.

## Leben und Wirken
Scherrer besuchte die Volks-, Bürger- und Handelsschule und arbeitete ab 1924 als Bankangestellter in der damaligen Handels- und Gewerbekasse Herzogenburg.  
1927 wurde er von dieser für die Organisation einer großen Ausstellung des Viertels ober dem Wienerwald aus Anlass der Feierlichkeiten zur Stadterhebung von Herzogenburg für ein halbes Jahr als Ausstellungssekretär freigestellt.
1928 wirkte er an der Gründung einer Bausparkasse mit, die sich dann als Österreichische Bauspar- und Realkreditkasse von gewerblichen Erwerbs- und Wirtschaftsgenossenschaften zur Allgemeinen Bausparkasse der Volksbanken entwickelte, wurde deren Organisationsleiter und nach der zwischenzeitlichen Wahrnehmung anderer Aufgaben von 1961 bis 1964 als Mitglied des Vorstandes gewählt.
1935 wurde er auftrags des Österreichischen Genossenschaftsverbandes Direktor der Volksbank Ruprechtshofen und half bei der Behebung der durch die Wirtschaftskrise verursachten Schwierigkeiten.  
Nach dem Anschluss Österreichs wurde Scherrer von 1939 bis 1942 Bürgermeister von Ruprechtshofen. Am 18. Mai 1938 beantragte er die Aufnahme in die NSDAP und wurde am 1. Januar 1940 aufgenommen (Mitgliedsnummer 8.509.924). 1942 wurde er zum Militärdienst eingezogen und geriet in sowjetische Kriegsgefangenschaft, von wo er 1945 zurückkehrte und politisch gemaßregelt wurde, seine politische Karriere aber dennoch fortsetzen konnte.
Er wurde 1952 Obmann des Wirtschaftsbundes Herzogenburg, 1955 Gemeinderat und war zwischen 1955 und 1965 Stadtrat in Herzogenburg. U.a. setzte er sich erfolgreich für die Wiedererrichtung des 1942 aufgehobenen Bezirksgerichts Herzogenburg ein und organisierte als Obmann des Ausstellungsvereins die Feierlichkeiten zum Jubiläum 850 Jahre Stift und 1200 Jahre Herzogenburg. Scherrer war von 1954 bis 1964 Abgeordneter zum Landtag von Niederösterreich und von 1964 bis 1975 Abgeordneter zum Nationalrat.
1956 wurde er in den Aufsichtsrat der Österreichischen Mineralölverwaltung AG berufen und wirkte von 1960 bis 1969 als Vizepräsident im größten petrochemischen Unternehmen Österreichs.

## Funktionen in der Kammer der gewerblichen Wirtschaft
Ausgehend von seiner Tätigkeit als Mitglied des Vorstandes ab 1952 und als geschäftsführendes Vorstandsmitglied ab 1953 der Volksbank Herzogenburg engagierte er sich ab 1955 im Interesse der gewerblichen Kreditgenossenschaften als Vorsteher der Fachgruppe und als Mitglied der Sektionsleitung in der Kammer der gewerblichen Wirtschaft für Niederösterreich. 1960 wurde er stellvertretender Obmann und 1970 Obmann der Sektion Geld-, Kredit- und Versicherungswesen für Niederösterreich. Ab 1973 gehörte er als Vorsteher der Fachgruppe Gewerbliche Genossenschaften der Leitung der Sektion Geld-, Kredit- und Versicherungswesen der Bundeskammer der gewerblichen Wirtschaft an.

## Funktionen im Genossenschaftsverband
1958 wurde er in den Kontrollausschuss des Österreichischen Genossenschaftsverbandes gewählt und er engagierte sich bei der Neufassung der Satzungen. 1961 wurde die Geschäftsführung des Verbandes einem hauptamtlichen Vorstand übertragen, dem ein ehrenamtlicher Verbandsausschuss zur Seite stand. Scherrer wurde Vizepräsident des Verbandsausschusses, übernahm 1968 die Funktion des Verbandsausschusspräsidenten von Kommerzialrat Karl Lakowitsch und übte diese bis 1986 aus.
Scherrer gehörte ab 1960 auch dem Aufsichtsrat der Zentralkasse der Volksbanken Österreichs an und wurde dort 1973 zum Präsidenten des Aufsichtsrates gewählt.

## Funktionen in der Feuerwehr
Josef Scherrer war seit 1949 Mitglied der Freiwilligen Feuerwehr Herzogenburg und von 1965 bis 1973 deren Kommandant. 1971 wurde er auch als Oberbrandrat Bezirksfeuerwehrkommandant für den Bezirk St. Pölten und daher und Mitglied des Landesfeuerwehrrates.

## Auszeichnungen
- Verleihung des Berufstitels Kommerzialrat (1965)
- Große Julius-Raab-Medaille des Österreichischen Wirtschaftsbundes (1972)
- Silbernes Ehrenzeichen für Verdienste um das Bundesland Niederösterreich
- Ehrenring der Stadt Herzogenburg
- Ehrenbürger der Gemeinde Kapelln a.d.P.
- Großes Goldenes Ehrenzeichen des Österreichischen Genossenschaftsverbandes (1965)
- Goldene Ehrennadel der Bausparkasse der Volksbanken (1969)
- Diverse in- und ausländische Ehrenzeichen für Verdienste um das Feuerwehrwesen